# Hain-Greiskraut
Das Hain-Greiskraut (Senecio nemorensis) ist eine Pflanzenart aus der Gattung der Greiskräuter (Senecio) innerhalb der Familie der Korbblütler (Asteraceae). Sie ist in Eurasien weitverbreitet.

## Beschreibung

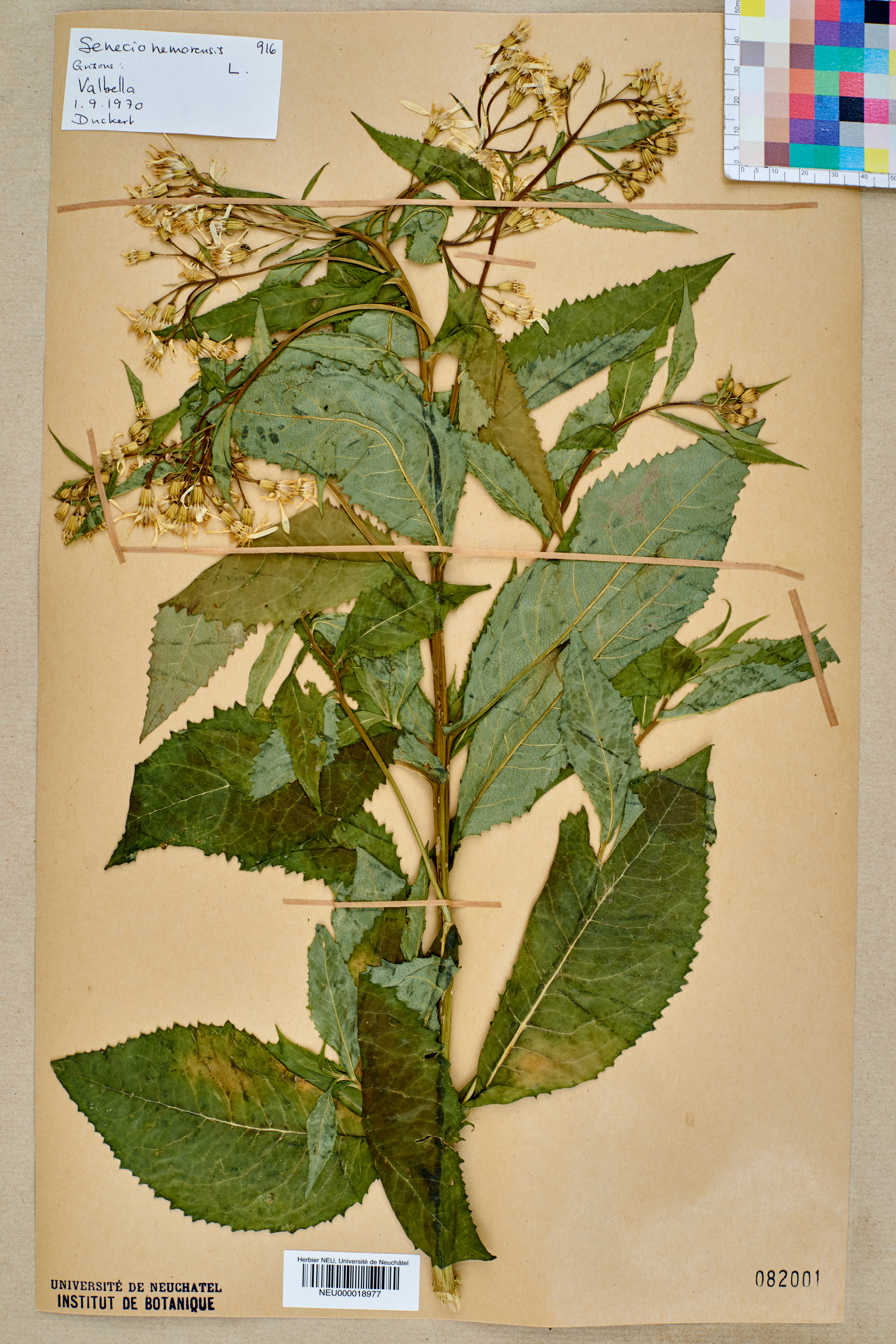
Herbarbeleg

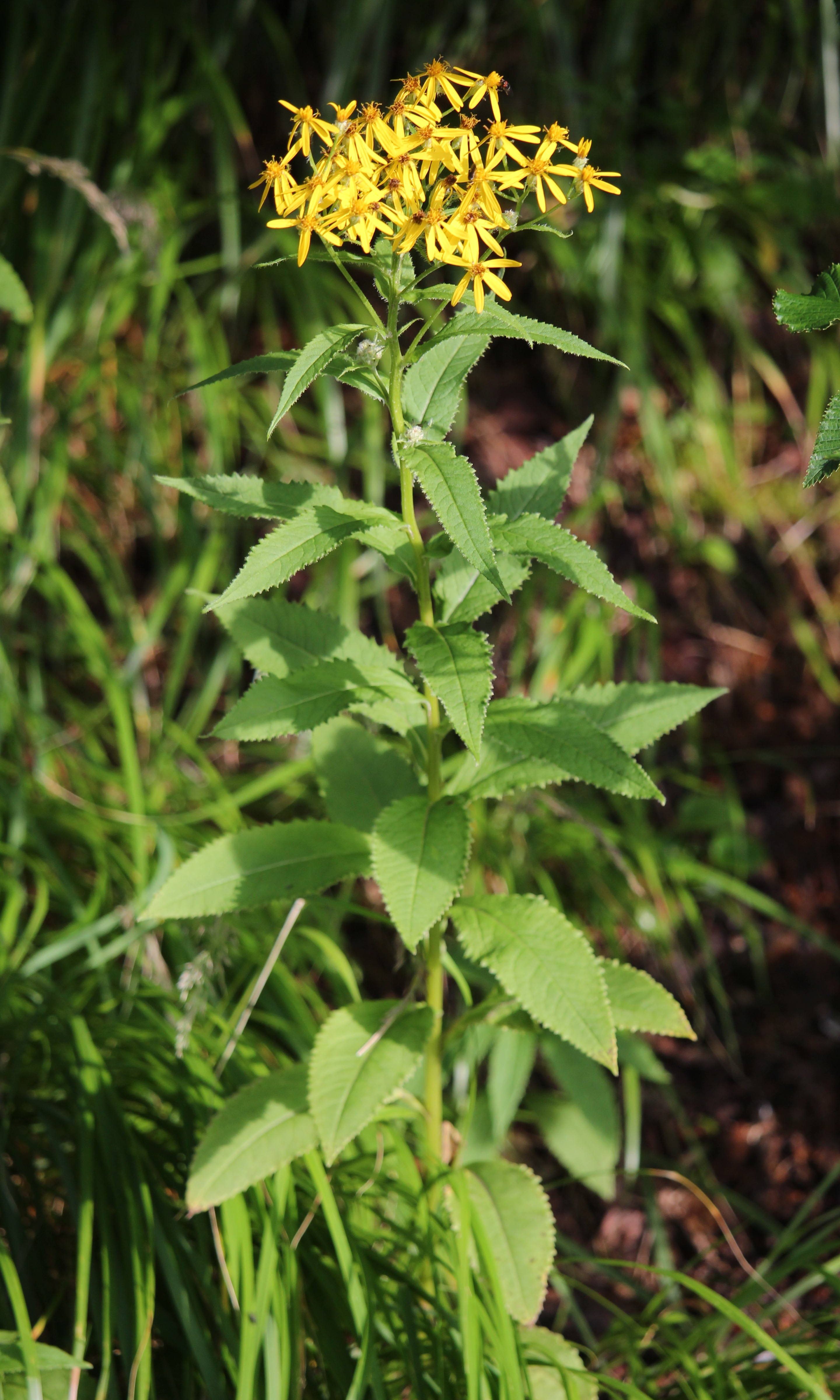
Habitus, Laubblätter und Blütenstand

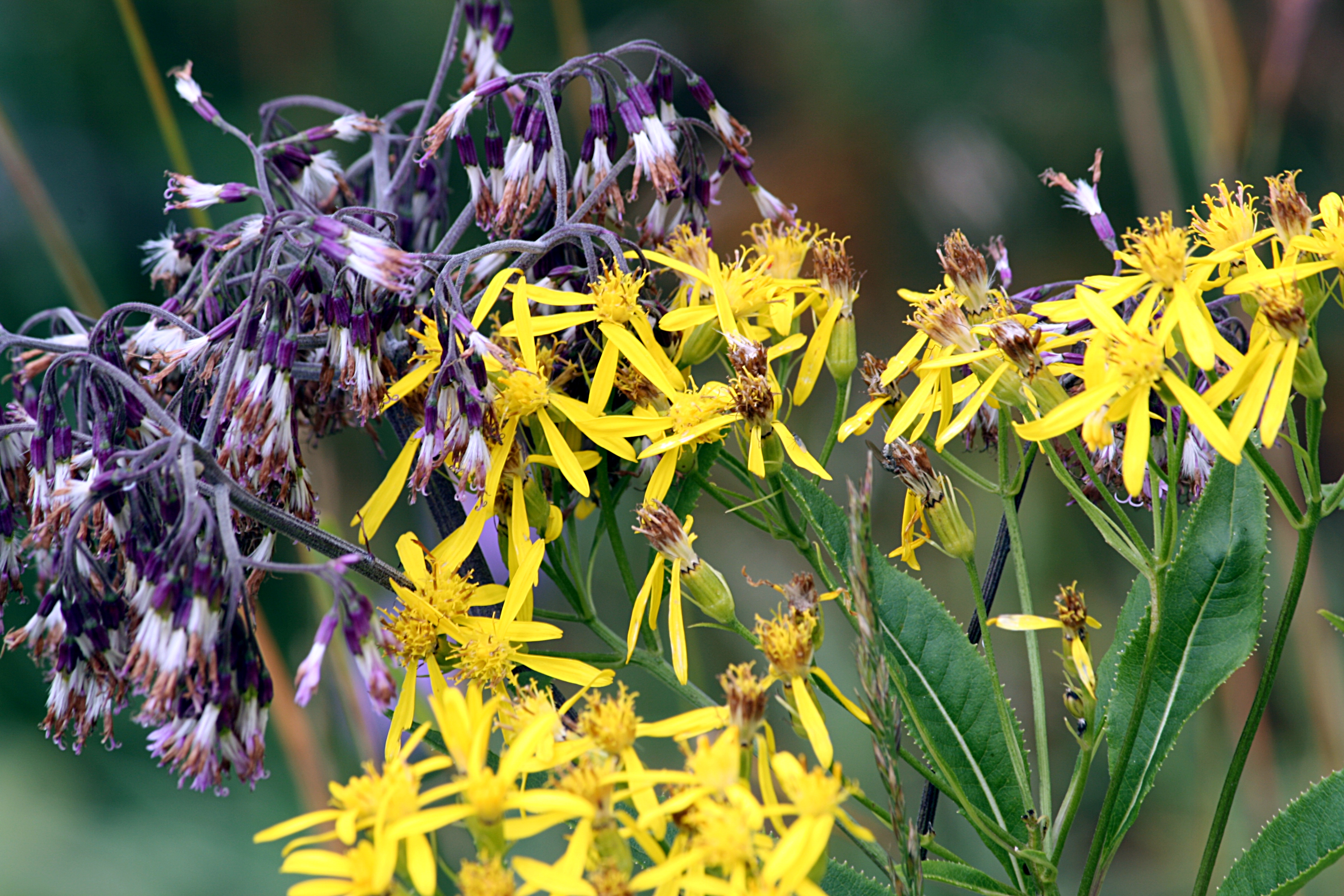
Blütenstand und Fruchtstand

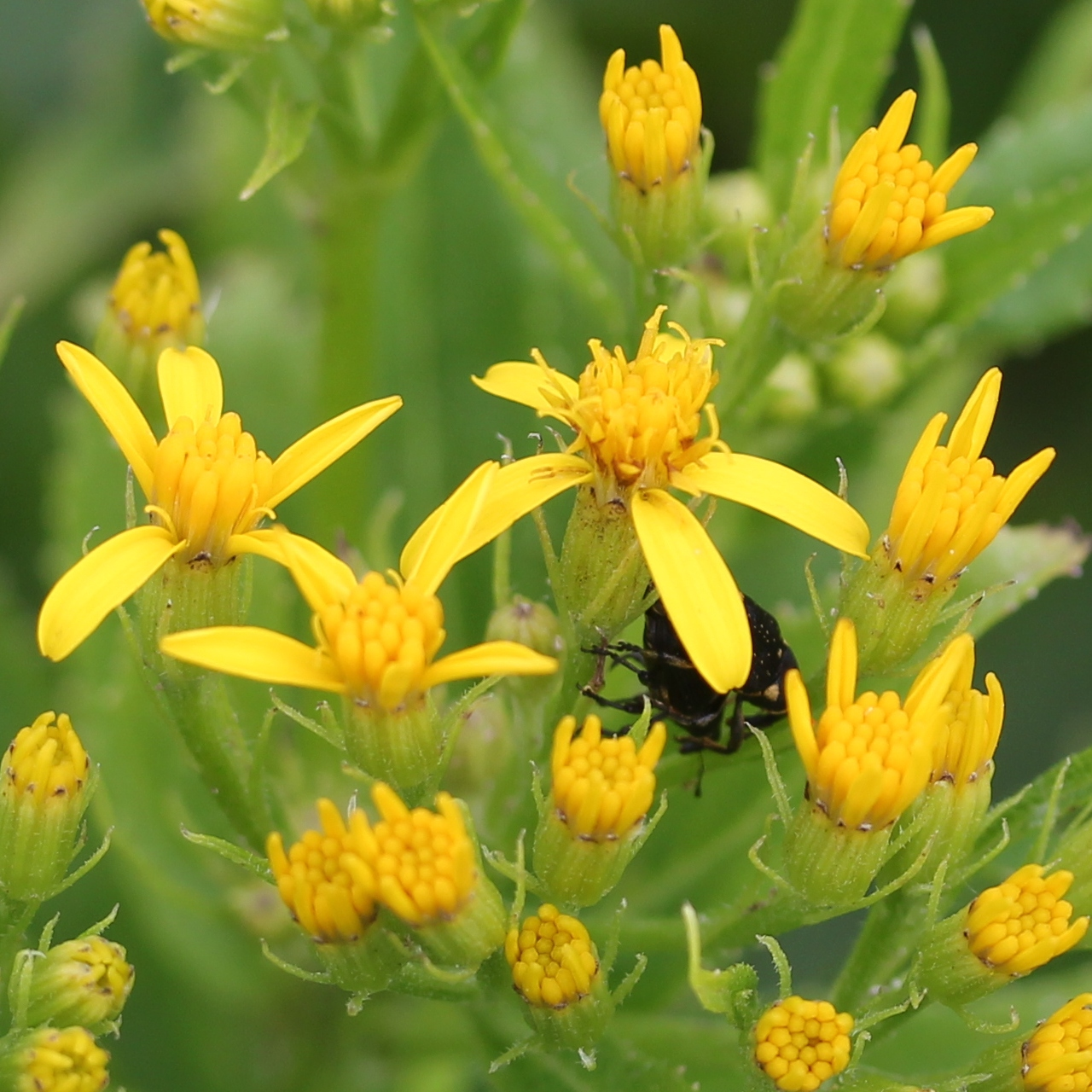
Ausschnitt eines Blütenstandes mit Blütenkörbchen im Detail

### Vegetative Merkmale
Hain-Greiskraut wächst als ausdauernde krautige Pflanze und erreicht Wuchshöhen von bis zu 1 Meter. Es werden Rhizome gebildet. Je Pflanzenexemplar ist meist ein, manchmal mehrere, selbstständig aufrechter Stängel vorhanden, der unterhalb der Blütenstände nicht verzweigt ist und spärlich behaarten oder nahezu kahl ist.
Es sind Grund- und Stängelblätter vorhanden. Die untersten Laubblätter verwelken bis zu Anthese. Die vielen mittleren Stängelblätter sind wechselständig angeordnet und fast sitzend sowie mehr oder weniger fast stängelumfassend. Ihre pergamentartigen, einfachen Blattspreiten sind bei einer Länge von 10 bis 18 Zentimetern sowie einer Breite von 2,5 bis 4 Zentimetern lanzettlich oder länglich-lanzettlich mit keilförmig sich verschmälernden Spreitenbasis und spitz-zugespitztem oder zugespitztem oberen Ende. Ihre Blattflächen sind spärlich flaumig behaart oder fast kahl. Es liegt Fiedernervatur vor, mit 14 bis 18 Seitennerven. Ihre Blattränder sind dicht gesägt oder selten grob gezähnt. Die obersten Laubblätter sind etwas kleiner.

### Generative Merkmale
Die Blütezeit reicht in China von Juni bis Dezember. Die zusammengesetzten, Schirmrispigen Gesamtblütenstände enthalten viele körbchenförmige Teilblütenstände. Die schlanken Stiele der Blütenkörbchen sind 1,5 bis 3 Zentimeter lang. Die je Blütenkörbchen drei oder vier Hochblätter sind bei einer Länge von 5 bis 10 Millimetern linealisch und spärlich flaumig behaart. Die Blütenkorbhülle (Involucrum) ist bei einer Länge von 6 bis 7 Millimetern sowie einer Breite von 4 bis 5 Millimetern fast zylindrisch. Die vier oder fünf linealischen Außenhüllblätter sind kürzer als das Involucrum. Die 12 bis 18 krautigen, flaumig behaarten Hüllblätter sind bei einer Länge von 6 bis 7 Millimetern sowie einer Breite von 1 bis 2 Millimeter länglich mit einem breiten trockenhäutigen Rand, der flaumig behaart und am oberen Ende dreieckig-zugespitzt sowie braun flaumig behaart ist.
Die Blütenkörbchen enthalten am Rand acht bis zehn zygomorphe Zungenblüten (= Strahlenblüten) und innen 15 bis 16 radiärsymmetrische Röhrenblüten (= Scheibenblüten). Alle Blüten sind fertil. Die Zungenblüten sind besitzen eine etwa 5 Millimeter lange Kronröhre und eine gelbe, bei einer Länge von 11 bis 13 Millimetern sowie einer Breite von 2,5 bis 3 Millimetern linealisch-längliche, dreizipfelige Zunge, die viernervig ist. Bei den gelben, trichterförmigen Röhrenblüten weisen die Kronröhren einen Durchmesser von 8 bis 9 Millimetern und eine Länge von 3,5 bis 4 Millimetern auf und ihre papillösen, etwa 1 Millimeter langen Kronzipfel sind eiförmig-dreieckig mit spitzem oberen Ende. Die Staubbeutel sind etwa 3 Millimeter lang mit eiförmig-lanzettlichen Anhängseln.
Die kahlen Achänen sind bei einer Länge von 4 bis 5 Millimetern zylindrisch. Der weiße Pappus ist 7 bis 8 Millimeter lang.
Die Chromosomenzahl beträgt 2n = 40.

## Standortbedingungen
Das Senecio nemorensis gedeiht in China im Gebirge in Höhenlagen von 700 bis 2000 Metern. Das Hain-Greiskraut gedeiht in weiten Teilen der Paläarktis in geeigneten Lebensräumen beispielsweise in Laub- und Mischwäldern.

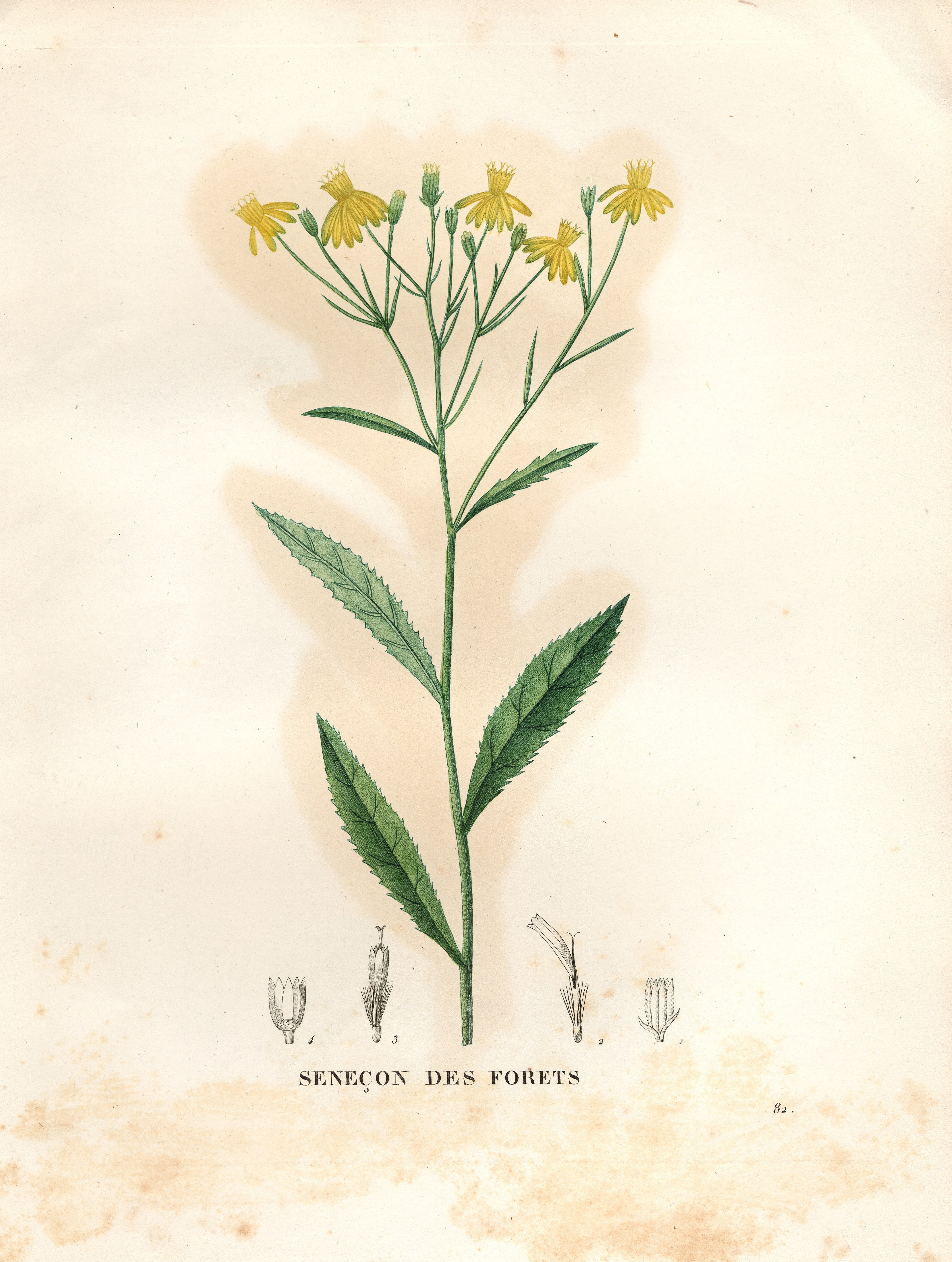
Illustration von Senecio nemorensis subsp. jacquinianus

## Systematik und Verbreitung
Die Erstveröffentlichung von Senecio nemorensis erfolgte 1753 durch Carl von Linné in Species Plantarum, 2, Seite 870. Synonyme für Senecio nemorensis L. sind: Senecio ganpinensis Vaniot, Senecio kematongensis Vaniot, Senecio nemorensis var. octoglossus (DC.) Ledeb., Senecio nemorensis var. subinteger H.Hara, Senecio nemorensis var. taiwanensis (Hayata) Yamam., Senecio nemorensis var. turczaninowii (DC.) Kom., Senecio octoglossus DC., Senecio octoglossus var. macer DC., Senecio sarracenicus var. turczaninowii (DC.) Nakai, Senecio taiwanensis Hayata, Senecio tozanensis Hayata.
Senecio nemorensis gehört mit bis zu acht weiteren Arten zur Hain-Greiskraut-Artengruppe (Senecio nemorensis agg.) aus der Gattung Senecio.
Senecio nemorensis ist in Eurasien weitverbreitet. Es kommt in Süd-, Mittel- und Osteuropa, in der Türkei, in Zentralasien, in Russland, in der Mongolei, Japan, Korea, China und Taiwan vor.
Man kann in Europa mehrere Unterarten unterscheiden:
- Senecio nemorensis L. subsp. nemorensis: Sie kommt in Europa nur in Russland vor.[6] Die Chromosomenzahl beträgt 2n = 40.[7]
- Senecio nemorensis subsp. apuanus (Tausch) Greuter (Syn.: Senecio apuanus Tausch): Dieser Endemit kommt in Italien nur in der Region Apulien vor.[6]
- Senecio nemorensis subsp. bulgaricus (Velen.) Greuter: Sie kommt in Rumänien, Bulgarien, Griechenland, Mazedonien, Serbien, Bosnien und Herzegowina und in der Türkei vor.[6]
- Senecio nemorensis subsp. glabratus (Herborg) Oberpr.: Sie kommt in Deutschland, Österreich, Italien und in Slowenien vor.[6]
- Jacquins Hain-Greiskraut, Deutsches Greiskraut (Senecio nemorensis subsp. jacquinianus (Rchb.) Čelak., Syn.: Senecio germanicus Wallr.): Sie kommt in Deutschland, Österreich, Italien, Ungarn, Slowenien, Kroatien, Tschechien, Polen, in der Slowakei, Ukraine, Russland, Rumänien und in Griechenland vor.[6] Die Chromosomenzahl beträgt 2n = 40.[7]

## Nutzung
Es gibt Publikationen, in welchen zum Verzehr der sauer eingelegten Stängel von Senecio nemorensis geraten wird. Das Hain-Greiskraut ist aber, genauso wie andere Greiskräuter auch, aufgrund der Pyrrolizidinalkaloide nicht nur lebertoxisch, sondern zudem auch noch karzinogen, weshalb in der Giftplanzenbroschüre des österreichischen Zivilschutzverbands die gesamte Pflanze als „stark giftig“ eingestuft wird.